# جون بانتينغ (لاعب كرة قدم أمريكية)
جون بانتينغ (بالإنجليزية: John Bunting)‏ هو لاعب كرة قدم أمريكية أمريكي، ولد في 15 يوليو 1950 في بورتلاند في الولايات المتحدة.

## وصلات خارجية
- جون بانتينغ على موقع مرجع كرة القدم المحترفة.كوم (الإنجليزية)